# Columna del infinito
Columna del infinito o, según el nombre que le dio su autor y que fue posterioramente cambiado, Columna sin fin (en rumano, Coloana fără sfârşit o Coloana infinită), es una escultura creada por el escultor rumano Constantin Brâncuşi e inaugurada en Târgu-Jiu (Rumania) el 27 de octubre de 1938.

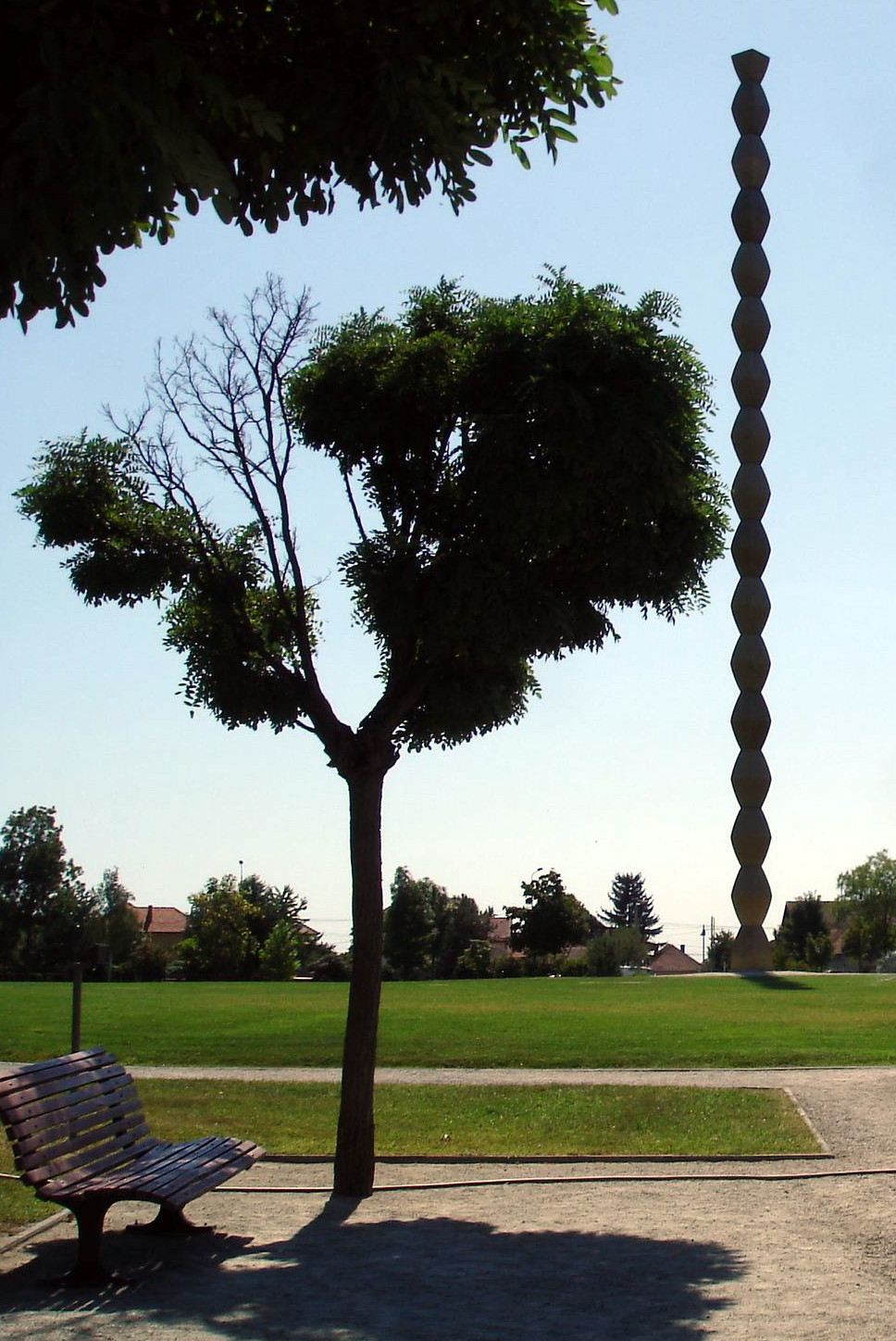
Vista del monumento.

La columna fue concebida como un tributo a los jóvenes rumanos fallecidos en la Primera Guerra Mundial y es una estilización de los pilares funerarios usados en el sur de Rumanía. Mide 30,33 metros. Forma parte del Conjunto escultural Constantin Brâncuşi, dispuesto en línea recta a lo largo de 1275 m, al que también pertenecen las obras Mesa del silencio (Masa tăcerii) y Puerta del beso (Poarta sărutului).
En la década de 1950, el gobierno comunista rumano consideró el arte de Brâncuşi un ejemplo de escultura burguesa y planeó su demolición, pero el plan nunca fue ejecutado.
Fue restaurada entre los años 1998 y 2000.